# Go-oo
Go-oo — коллекция сторонних улучшений для OpenOffice.org, не входивших в официальную сборку. Корпорация Oracle — владелец и разработчик OpenOffice.org, не включала многие сторонние улучшения, поскольку это не позволяло ей продавать коммерческую версию пакета — Oracle Open Office.
Go-oo распространялся как в виде отдельных патчей исходного кода, так и в виде бинарных сборок всего пакета. Стабильные сборки Gо-оо, как правило, были доступны через пару дней после выхода официальной стабильной версии OpenOffice.org.
Go-oo частично или полностью включался во многие популярные дистрибутивы Linux — например, SUSE, Debian, Ubuntu.
Разработка Go-oo прекращена в результате объединения с LibreOffice.

## Основные отличия Go-oo отOpenOffice.org
- Улучшенная поддержка форматов Office Open XML;
- Поддержка формата Lotus Word Pro;
- Улучшенная поддержка бинарных форматов;
- Поддержка VBA-макросов;
- Улучшенная поддержка встраивания диаграмм из пакета Visio;
- Улучшенная поддержка WMF, поддержка SVG и графики из WordPerfect (WPG);
- Интеграция с мультимедийной составляющей Linux (через GStreamer);
- Максимальное количество ячеек по вертикали в Calc увеличено до миллиона;
- Улучшенная совместимость с Excel за счёт динамической типизации данных в ячейках в зависимости от контекста;
- Solver — аналог функции «Поиск решения» из Excel;
- Трёхмерные эффекты и анимации в Impress;
- Quick-starter — помогает ускорить загрузку Go-OO, а также другие наработки по оптимизации кода и ускорения запуска пакета.